# Anticomutatividade
No caso de um conjunto A com uma operação unária chamada de inverso aditivo (representada por -x) e uma operação binária chamada de multiplicação (representada pela justaposição x y), temos que a multiplicação é anticomutativa quando:
y x = -(x y)
Em particular, se o inverso aditivo é o inverso para uma operação binária de adição em que (A,+) seja um grupo, então:
x x = 0
O primeiro exemplo em que os estudantes tem que pensar sobre anticomutatividade costuma ser o produto vetorial, apesar de a subtração de números inteiros ser trivialmente anticomutativa.
Uma função de duas (ou mais) variáveis se chama função alternada quando ela se comporta de forma anticomutativa para cada par de argumentos, por exemplo, uma função de três variáveis, f(x, y, z) é alternada quando:
f(y, x, z) = -f(x, y, z)
f(z, y, x) = -f(x, y, z)
f(x, z, y) = -f(x, y, z)
O produto triplo de vetores é uma função alternada.